# Bernhard Schemmer
Bernhard Schemmer (* 23. Oktober 1950 in Reken, Westfalen) ist ein deutscher Politiker (CDU) und ehemaliges Mitglied des Landtages von Nordrhein-Westfalen.

## Werdegang

### Ausbildung und Beruf
Nach mittlerer Reife (1966) und Ausbildung zum Vermessungstechniker (1966–1969) studierte Schemmer von 1969 bis 1972 an der FH Hamburg Vermessungstechnik und schloss als Dipl.-Ing. FH Vermessung ab. Es folgte von 1972 bis 1976 ein Studium der Geodäsie an der Technischen Hochschule Hannover (Abschluss Dipl.-Ing. TH Vermessung). Nach der Referendarszeit von 1976 bis 1978 wurde er Vermessungsassesor. Seit 1979 ist er als Öffentlich bestellter Vermessungsingenieur selbständig tätig.

### Politik
Schemmer ist seit 1976 Mitglied der CDU. Seit 1979 ist er Mitglied im Rat der Gemeinde Reken und war dort von 1996 bis 2014 auch Fraktionsvorsitzender der CDU. Von 1989 bis 1995 war er Mitglied des Kreistages Borken.
Seit 1995 war Schemmer Mitglied des Landtags von Nordrhein-Westfalen. Bei der Landtagswahl in Nordrhein-Westfalen 2005 wurde er mit 61,0 Prozent der Stimmen im Wahlkreis 79 (Coesfeld I - Borken III) direkt ins Landesparlament gewählt, wo er sein Mandat bei der Landtagswahl 2010 mit 53,9 % und 2012 mit 48,3 % verteidigte. Er ist Mitglied im Ausschuss für Städtebau und Wohnungswesen und im Verkehrsausschuss des Landtags. Bei der Landtagswahl 2017 trat er nicht mehr an und schied aus dem Parlament aus.

### Privat
Schemmer ist zum zweiten Mal verheiratet und hat drei Kinder.